# Adetomyrma cassis
Adetomyrma cassis is een mierensoort uit de onderfamilie van de Amblyoponinae. De wetenschappelijke naam van de soort is voor het eerst geldig gepubliceerd in 2012 door Yoshimura & Fisher.